# Paloma (nome)
Paloma  è un nome proprio di persona spagnolo femminile.

## Varianti in altre lingue
- Asturiano: Palomba[3]
- Galiziano: Pomba[3]

## Origine e diffusione

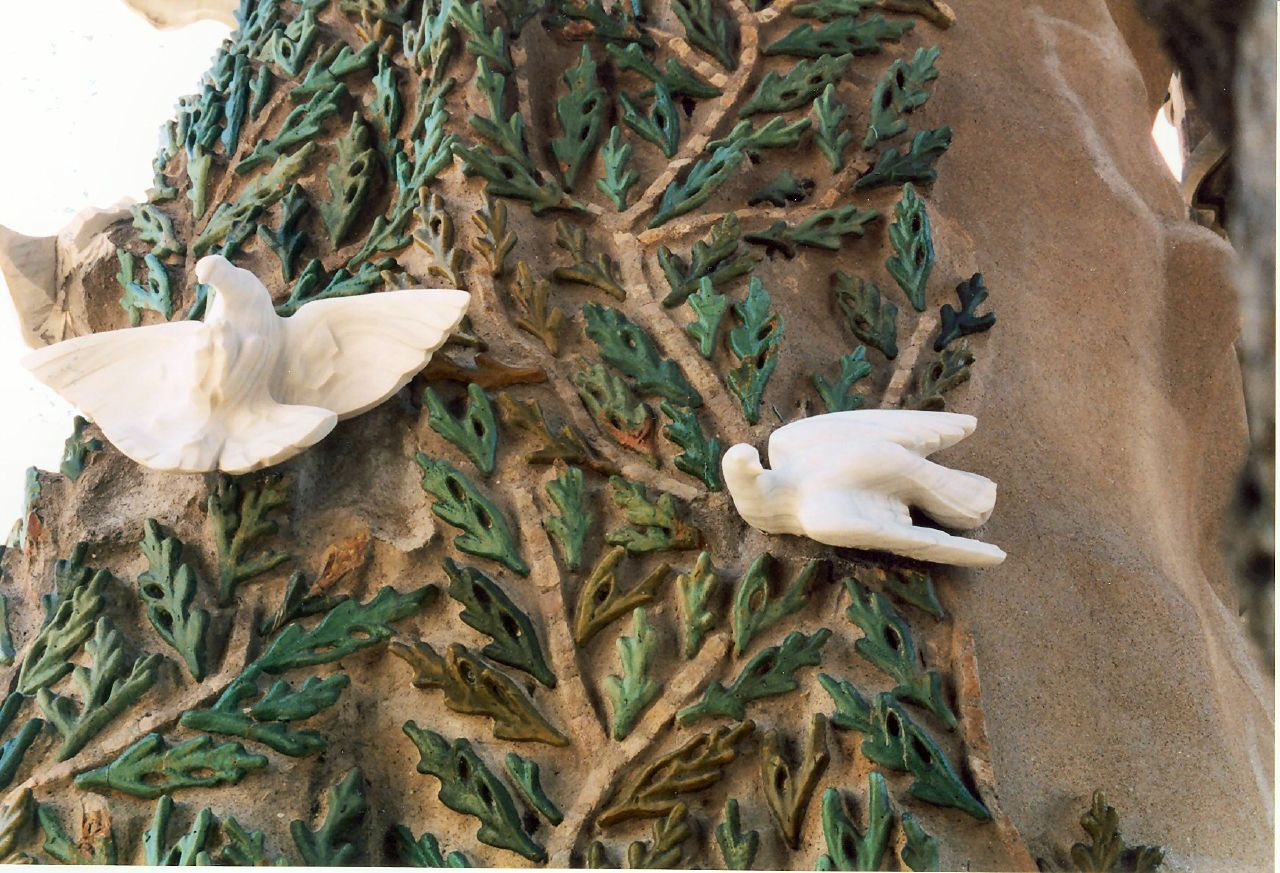
Sculture di colombe su una parete della Sagrada Família

Riprende il termine spagnolo paloma, che vuol dire "colomba", "piccione"; è quindi affine per significato ai nomi Giona, Colombo, Jemima, Dove e Semiramide.
La diffusione del nome (che in spagnolo viene considerato talvolta una forma femminile di Colombo) è dovuta in particolare alla venerazione verso lo Spirito Santo, frequentemente raffigurato come una colomba, ma può in parte anche riflettere il culto verso la Virgen de la Paloma, un titolo con cui la Madonna è venerata a Madrid. Dal tardo XX secolo il nome è attestato anche in lingua inglese, probabilmente grazie alla fama di Paloma, la figlia ultimogenita di Pablo Picasso.

## Onomastico
L'onomastico può essere festeggiato il 15 agosto per la ricorrenza della Virgen de la Paloma di Madrid.

## Persone

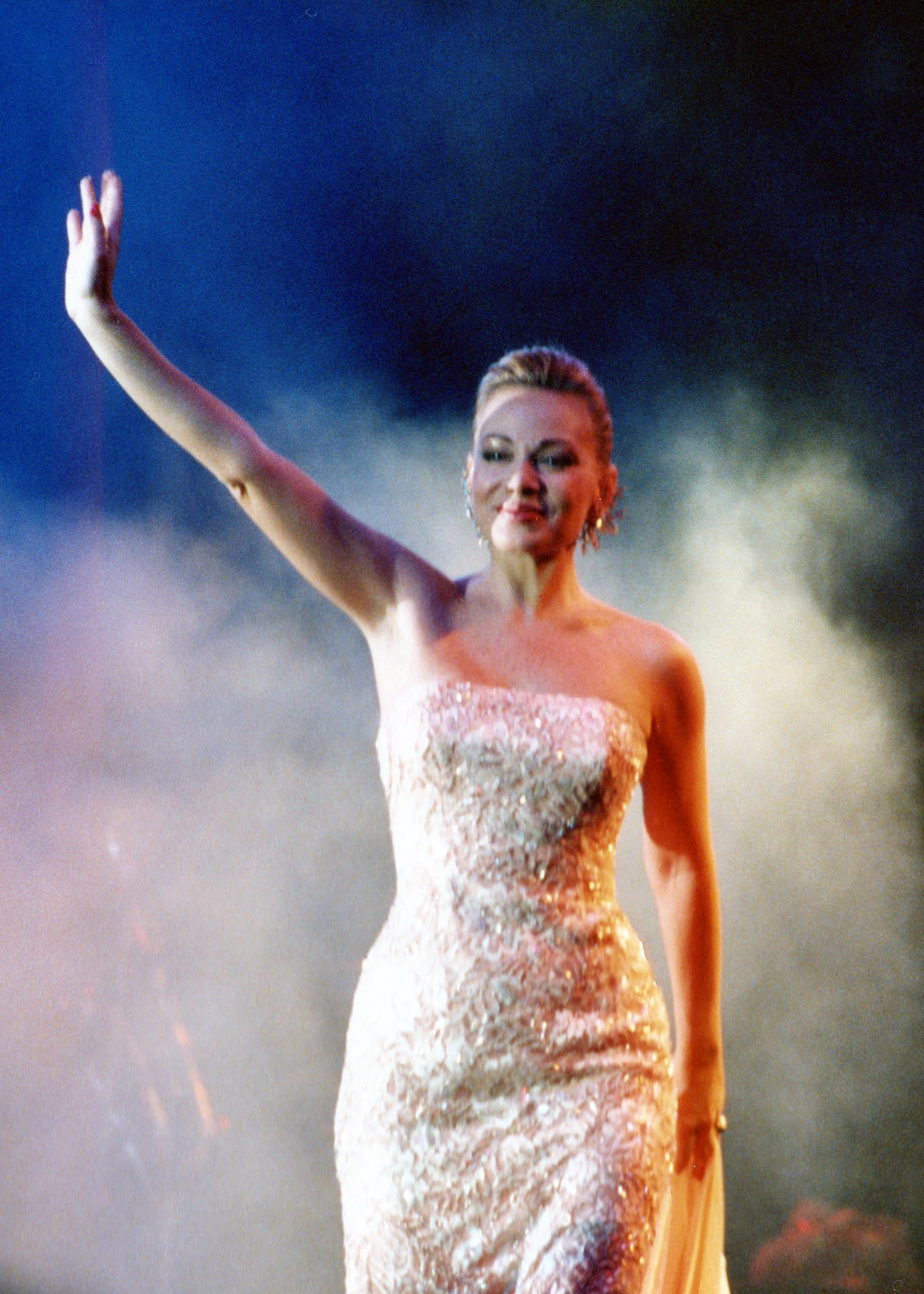
Paloma San Basilio

- Paloma Berganza, musicista spagnola
- Paloma Duarte, attrice brasiliana
- Paloma Faith, cantante e attrice britannica
- Paloma Gómez Borrero, giornalista e scrittrice spagnola
- Paloma Herrera, ballerina argentina
- Paloma Jiménez, modella e attrice messicana
- Paloma Lázaro, calciatrice spagnola
- Paloma Picasso, stilista, designer e imprenditrice francese
- Paloma San Basilio, cantante spagnola
- Paloma Sánchez, cestista spagnola

## Il nome nelle arti
- Paloma Josse, co-protagonista del romanzo L'eleganza del riccio di Muriel Barbery.
- Paloma Reynosa, personaggio ricorrente della serie televisiva statunitense NCIS - Unità anticrimine.